# Jisr al-Safra
Jisr al-Safra (tiếng Ả Rập: جسر الصفراء) là một ngôi làng Syria ở huyện Qatana của tỉnh Rif Dimashq. Theo Cục Thống kê Trung ương Syria (CBS), Jisr al-Safra có dân số 704 trong cuộc điều tra dân số năm 2004.